# 1990 QB6
1990 QB6 är en asteroid i huvudbältet som upptäcktes den 24 augusti 1990 av den amerikanske astronomen Henry E. Holt vid Palomarobservatoriet.
Asteroiden har en diameter på ungefär 10 kilometer.